# La Guerre du pétrole (film)
Pour les articles homonymes, voir Guerre du pétrole.
Pour plus de détails, voir Fiche technique et Distribution.
La Guerre du pétrole (Strategia per una missione di morte), aussi connu sous le titre Lorna, la lionne du désert, est un film d'action franco-italien réalisé par Luigi Batzella et sorti en 1979.

## Synopsis
Pendant le choc pétrolier des années 1970, un pays du Moyen-Orient a rompu ses relations commerciales avec les pays de l'Occident. Des agents spéciaux sont envoyés par les services français pour saboter des raffineries.

## Fiche technique
- Titre français : La Guerre du pétrole[1]
- Titre original italien : Strategia per una missione di morte
- Réalisation : Luigi Batzella (crédité sous le nom d'A. M. Frank)
- Production : Marius Lesœur
- Sociétés de production : Eurociné, International Cine Holiday
- Pays de production :  France,  Italie
- Format : couleurs
- Genre : action, aventures, érotisme
- Dates de sortie : 
  - Italie : 6 juin 1979[2]
  - France : 2 janvier 1982[1]

## Distribution
- Florence Cayrol : Lorna
- Richard Harrison : Richard Benson
- Gordon Mitchell : Paul
- Jean-Marie Lemaire : Hansen
- Gino Turini (crédité sous le nom de John Brown) : Louis